# Guglielmo Ferrero
Guglielmo Ferrero (Portici, 1871. július 21. – Mont-Pèlerin, Vaud kanton, 1942. augusztus 3.) olasz író, történész, szociológus.

## Pályafutása
Történeti szociológiai, filozófiai és büntetőjogi tanulmányokat végzett, majd Párizsban, Dél-Amerikában és az Amerikai Egyesült Államokban felolvasásokat tartott új történelmi módszeréről. Az első világháború után a firenzei egyetem tanára lett. A fasizmust elítélte és emigrációba vonult, Genfben élt, a Genfi Egyetem tanára volt. Bernben helyezték örök nyugalomra.

## Munkássága
Róma tündökléséről és hanyatlásáról (Grandezza e decadenza di Roma, 1902–1907) és az ókori civilizáció bukásáról írt műveiben (amelyek magyarul is megjelentek, 1913–1916, 1924) szakít a régi történetírói iskola módszereivel: nagy súlyt helyez a pontos adatgyűjtés, a megírás kifejező módja és olvashatósága (érdekessége) mellett a szociális és gazdasági tényezők jelentőségére és elemzésére. Lombrosóval együtt nagyobb tanulmányt írt a bűnöző és prostituált nőről (La donna delinquente, 1903).
Egyéb munkái: Europa giovanne (1897), Militarismo (1898), A Caesarok hitvesei (magyarul is megjelent). Az első világháború alatt és után élénk publicisztikai munkásságot fejtett ki (Demokrácia vagy terror); nagyobb tanulmányokat írt az olaszországi diktatúráról, a latin géniuszról. A háború után több munkájában támadta a versailles-i szerződést és harcolt a nemzetek együttműködéséért (La tragedia della pace, 1923; L'unité du monde, 1927). La terza Roma: la rivolta del figlio (A harmadik Róma) című regénye az első világháború előtti Olaszország életét írja le, hatalmas, regényes történet keretében.

## Magyarul megjelent művei és kiadásaik
- A caesarok hitvesei; ford. Sebestyén Károlyné; Athenaeum, Budapest, 1913
- Róma nagysága és hanyatlása, 1-6.; ford. Lakatos László, Lendvai István; Révai, Budapest, 1914–1916[1]
  - A világhóditó Róma; ford. Lakatos László, bev. Pogány József; Révai, Budapest, 1914
  - Julius Caesar; Budapest (Réva, 1914)
  - A Római Köztársaság elbukása (Révai, 1914)
  - Antonius és Cleopatra (Révai, 1914)
  - Augustus köztársasága (Révai, 1916)
  - A római világbirodalom (Révai, 1916)
- Az ókori civilizáció bukása; ford. Schmidt József; Pantheon, Budapest, 1924
- A harmadik Róma, 1-2.; ford. Révay József; Genius, Budapest, 1927[2]
- Az ókori civilizáció bukása; ford. Schmidt József, szöveggond. Galántai Zoltán; Holnap, Budapest, 1993
- Kaland. Bonaparte Itáliában, 1796–1797; ford. Bibó Judit; Osiris, Budapest, 2000
- A hatalom. A legitimitás elvei a történelemben; ford. Járai Judit, előszó Ferenczi László; Kairosz, Szentendre, 2001[3]
- Újjáépítés: Talleyrand Bécsben, 1814–1815; ford. Bibó Judit; Osiris, Budapest, 2002
- A világ egysége; ford. Réz Mihály; JATEPress, Szeged, 2016